# Дракон (лодка)

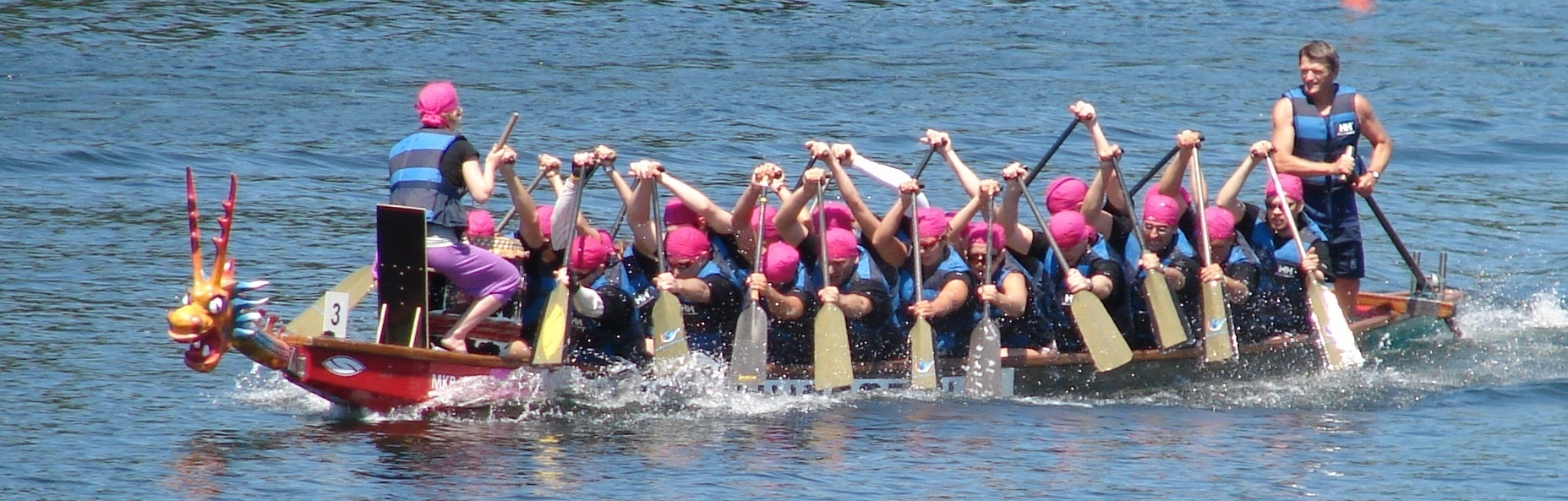
Современный спортивный драгонбот с полной командой на соревнованиях

Дракон — большое 20-местное каноэ, с головой дракона и хвостом. В носовой части лодки сидит барабанщик, который бьёт в большой барабан, задавая ритм гребцам. Двадцать гребцов сидят по десять с каждой стороны. На корме находится рулевой. На сегодняшний день используется в ритуальных (церемониальных) и спортивных целях. Спортивные «драконы» называются драгонботами (англ. dragon boat). Официальные соревнования проводятся только на 10-местных и 20-местных лодках на дистанциях 200, 250, 500, 1000 и 2000 метров в мужском, женском и смешанном (микст) классах. Соревнования регулируются Международной федерацией драгонбота (IDBF) и входят в программу Всемирных игр, ранее также входили в программу Игр Юго-Восточной Азии. Проводятся чемпионаты мира и континентальные чемпионаты. Регулирующей организацией — Международной федерацией драгонбота была подана заявка о включении драгонбота в программу летних Олимпийских игр, которая находится на стадии рассмотрения МОК.
История этого вида спорта началась более 2000 лет назад в Китае (см. Праздник драконьих лодок). За этот период «драконы» там приобрели такую популярность, что сегодня, по данным международной федерации, в этой стране насчитывается около 50 миллионов человек, занимающихся и выступающих в турнирах, кроме того, гонки на этих лодках популярны в Европе (300 тысяч участников), Канаде и США (90 тысяч участников). На ежегодных спортивных фестивалях за победу сражаются одновременно более 200 команд, представляющих свои страны, клубы и организации.
Массовое развитие «драконов» в Азии, доступность этой разновидности гребли, когда для начала занятий не требуется никаких специальных навыков, а возрастные ограничения отсутствуют, способствовали тому, что на этот вид спорта обратили внимание в развитых спортивных странах[каких?] на всех континентах.

### Гребля на лодках класса «Дракон» в России
Данный вид гребли зародился на Дальнем Востоке в г. Владивосток в 1998 году. Приморские гребцы, принимавшие участие на Кубке мира в Китае, завоевали медали чемпионата и привезли первые лодки «Драконы» во Владивосток. В следующем году уже проводили свои соревнования по данному виду гребли.
С 2002 года российские спортсмены впервые дебютировали в составе национальной команды на чемпионате Европы по гребле на лодках класса «Дракон» в Познани (Польша).
С 2002 по 2013 год российские спортсмены собрали впечатляющую[кого?] коллекцию наград. Они завоевали:
- на Всемирных играх по неолимпийским видам спорта — 6 золотых, 2 — серебряные и одну бронзовую медали;
- на чемпионатах мира ICF и IDBF — 24 золотые, 9 серебряных и восемь бронзовых медалей;
- на чемпионатах Европы ICF и IDBF — 13 золотых, 5 серебряных, 10 бронзовых медалей;
- на клубных чемпионатах мира IDBF — 6 золотых, 1 серебряную медали;
- на клубных чемпионатах Европы IDBF — 9 золотых, 2 серебряные медали.

В 2005 году инициативной группой в составе (Киселёва В. Ю. и Коржавого Н. Н.) была подана заявка в Федеральное Агентство по физической культуре и спорту (ныне Министерство спорта РФ) на признание видом спорта в России, греблю на лодках класса «Дракон».
Официальным признанием вида спорта стало 30 сентября 2005 года, когда Приказом Федерального агентства по Физической культуре и спорту № 590 в вид спорта гребля на байдарках и каноэ введена дисциплина «Дракон».
С тех пор по данной дисциплине можно официально проводить соревнования
С 2006 года в России проводятся соревнования: чемпионаты, Кубки, Первенства России.
За 17-летнюю историю развития данного вида гребли большое количество регионов открыли у себя отделения по данному виду гребли. Где проводят тренировочные процессы, региональные соревнования. Регионы и города ныне развивающие данный вид гребли: Приморский край, Хабаровский край, г. Пермь, г. Екатеринбург, г. Челябинск, г. Уфа, г. Краснодар, г. Саратов, г. Самара, г. Тверь, г. Великий Новгород, г. Нижний Новгород, г. Санкт-Петербург, г. Москва, г. Волгоград, г. Астрахань, г. Вышний Волочек, г. Воронеж, г. Ростов-на-Дону и т. д.

## История
Как и классическое каноэ, дракон имеет глубокие исторические корни и богатые традиции, выработанные столетиями и часто связанными с религиозными обрядами. Некоторые исследователи, например Джордж Вустер, считают что впервые лодки «дракон» для соревнований стали использовать в южном Китае ещё 2500 лет назад.